# Ateshbaz i-Veli
Ateshbaz i-Veli (13. Jahrhundert) war der persönliche Koch von Mevlana Dschalal ad-Din Rumi, dem berühmten islamischen Mystiker und Gründer der Mevlevi-Tariqa, einem Sufi-Orden. Er diente unter drei Scheichs, dem Vater von Rumi, unter ihm persönlich und dem Sohn Rumis, Sultan Walad. Er ist in Rumis Mausoleum in Konya begraben.
Nach einer Mevlevi-Legende bereitete Ateshbaz einmal ein Gericht für seinen Herrn, doch das Fleisch war noch zäh als das Feuerholz zur Neige ging. So betete der Koch zu Gott um Gnade und ein Wunder und steckte seinen linken großen Zeh in die Glut. Die loderte wieder auf, das Fleisch kochte weiter und bald verbreitete sich ein köstlicher Duft, der Mevlana in die Küche lockte. Als der Koch seinen Herrn sah, ließen für einen Augenblick seine Konzentration und sein Gottvertrauen nach und ihn durchfuhr ein überwältigender Schmerz. Da zog er hastig seinen Fuß aus dem Feuer und bedeckte seinen verbrannten Zeh mit dem des rechten Fußes. Seitdem – so die Legende – bedecken die Mevlevi-Derwische bei ihrem Sema (dem kreisenden Tanz) ihren linken Zeh mit dem rechten – um den Zweifel zu verbergen – und Mevlanas treuestem Diener zu gedenken.
| Personendaten    | Personendaten                                      |
| ---------------- | -------------------------------------------------- |
| NAME             | Ateshbaz i-Veli                                    |
| KURZBESCHREIBUNG | persönlicher Koch von Mevlana Dschalal ad-Din Rumi |
| GEBURTSDATUM     | 12. Jahrhundert oder 13. Jahrhundert               |
| STERBEDATUM      | 13. Jahrhundert oder 14. Jahrhundert               |